# Стоун, Майкл (хоккеист)
Майкл Стоун (англ. Michael Stone; род. 7 июня 1990, Виннипег) — бывший канадский хоккеист, защитник.

## Карьера
На драфте НХЛ 2008 года был выбран в 3-м раунде под общим 69-м номером клубом «Финикс Койотис». После выбора на драфте продолжил карьеру в «Калгари Хитмен», за которую играл до этого в течение двух сезонов.
Дебютировал в НХЛ 18 февраля 2012 года в матче с «Даллас Старз», который «Финикс» выиграл в овертайме со счётом 2:1. Следующий сезон он начал в фарм-клубе «койотов» «Портленд Пайретс», но после начала сезона, старт которого задержался из-за локаута был возвращён в состав «Финикса».
6 июля 2013 года продлил контракт с «Финиксом» на три года. В сезоне 2015/16 он заработал 36 очков (6+30), установив тем самым свой личный рекорд в карьере.
29 июля 2016 года подписал с «Аризоной» новый однолетний контракт. 20 февраля 2017 года был обменян в «Калгари Флэймз».
30 июля 2017 года подписал с новым клубом трёхлетний контракт. Из-за проблем со здоровьем он пропустил большую часть сезона 2018/19, поскольку был переведён в резерв команды. 11 сентября 2019 года подписал с командой новый однолетний контракт.
18 января 2021 года продлил контракт с клубом на один год. 10 сентября того же года подписал с «Калгари» новый однолетний контракт.
5 июля 2023 года завершил игровую карьеру.

## Статистика
| Легенда | Легенда                    | Легенда | Легенда                   | Легенда | Легенда    |
| ------- | -------------------------- | ------- | ------------------------- | ------- | ---------- |
| И       | Количество проведённых игр | Штр     | Штрафное время            | +/−     | Плюс-минус |
| Г       | Голы                       | П       | Голевые передачи          | О       | Очки       |
| -       | Статистика неизвестна      | —       | Статистика не учитывалась |         |            |